# Serguei Vorónin
Serguei Vorónin (en rus: Сергей Воронин) (1962) va ser un ciclista soviètic. Malgrat no passar al professionalisme, va aconseguir algunes victòries destacades com la del Girobio o la del Giro dels Abruços.

## Palmarès
- 1980
  -  Campió del món júnior en contrarellotge per equips (amb Oleh Petròvitx Txujda, Víktor Demidenko i Sergei Tschapk)
  - Vencedor d'una etapa al Giro della Lunigiana
- 1981
  -  Campió de la Unió Soviètica en contrarellotge per equips
  - 1r al Girobio
- 1982
  - 1r al Giro dels Abruços
- 1984
  -  Campió de la Unió Soviètica en contrarellotge per equips
  - Vencedor d'una etapa al Giro de les Regions